# 巴爾塔薩·加爾松
巴爾塔薩·加爾松·雷亞爾（西班牙語：Baltasar Garzón Real，1955年10月26日—），西班牙刑事法院法官。以調查佛朗哥統治時期及西班牙内战时所犯下的暴行而聞名，2010年4月7日，他被最高法院指違反1977年颁布的全国大赦令調查佛朗哥政權，濫用職權而面臨起訴。